# دمیتری کروگلوف
دمیتری کروگلوف (انگلیسی: Dmitri Kruglov؛ زادهٔ ۲۴ مهٔ ۱۹۸۴) بازیکن فوتبال اهل استونی است.
از باشگاه‌هایی که در آن بازی کرده‌است می‌توان به باشگاه فوتبال اینتر باکو، باشگاه فوتبال لوادیا تالین، باشگاه فوتبال روان باکو، باشگاه فوتبال تورپدو مسکو، باشگاه فوتبال نفتچی باکو، باشگاه فوتبال لوکوموتیو مسکو، باشگاه فوتبال کوبان کراسنودار، باشگاه فوتبال اینفونت، و باشگاه فوتبال روستوف اشاره کرد.
وی همچنین در تیم‌های ملی فوتبال زیر ۲۱ سال استونی و استونی بازی کرده‌است.